# Aethiopodes saxeticola
Aethiopodes saxeticola is een vlinder uit de familie spanners (Geometridae). De wetenschappelijke naam van deze soort is voor het eerst geldig gepubliceerd in 2005 door Krüger.
De soort komt voor in tropisch Afrika.